# 理查德·范肖
理查德·范肖（英語：Richard Fanshawe，1906年6月22日—1988年4月14日），英国男子马术运动员。他曾代表英国参加1936年夏季奥林匹克运动会马术比赛，获得团体三项赛铜牌和个人三项赛第26名。